# Evropski federalizam
Evropski federalizam je političko stanovište koje se zalaže za intenzivniju integraciju Evrope u cilju formiranja jedinstvene federalističke države. Evropski federalizam može biti shvaćen i kao deo šire filozofije panevropeizma, međutim, on se oslanja na suverene nacionalne države kao na konstituivne delove buduće Evropske federacije, umesto na stvaranje jedne jedinstvene evropske nacije. većina današnjih evropskih federalista smatra da se ovo može postići preko Evropske unije, jačanjem njenih institucija, koje bi trebalo da preuzmu najveći mogući broj zaduženja od zemalja članica, kao i proširenjem Evropske unije na zemlje koje još nisu postale njene članice.

## Istorija
Nakon završetka Drugog svetskog rata, nekolicina pokreta je počela da promoviše ideju Evropske federacije. na primer: Unija Evropskih Federalista i Evropski Pokret osnovan 1948. ove organizacije izvršile su značajan uticaj na ujedinjavanje Evrope, mada to nije bilo učinjeno na način na koji su to one zahtevale.
Iako je federalizam pominjan i u nacrtu Mastrihtskog ugovora (Ugovor o Evropskoj uniji) kao i u nacrtu Ugovora o Ustavu EU, on nikada nije bio prihvaćen od strane predstavnika zemalja članica.

## Podrška ideji u  Evropi
Zemlje koje su se u današnjoj istoriji najviše zalagale za federalizam su Nemačka, Belgija, Italija i Luksemburg. sa druge strane Ujedinjeno Kraljevstvo i Francuska su mu se najviše protivile. Poslednjih godina francuska vlada je pokazala pro-EU tendencije, dok su se ostale zemlje protivile daljem širenju i integraciji EU.
Iako su termini federacija i unija generalno izbegavani u zvaničnim EU dokumentima i mada većina pro-EU partija i političara insistira na tome da sadašnja EU ne pokuša da postane federacija, neki od vodećih EU političara su se ipak deklarisali kao federalisti.
„Oni koji se oećaju neprijatno da koriste reč na “f” u kontekstu EU treba da se osećaju slobodnim da je nazivaju kvazi-federalnim sistemom. Pored toga, analitički, EU poseduje neophodne karakteristike federalnog sistema. Zanimljivo je da mnogi EU teoretičari i dalje ne žele da je definišu kao federaciju, dok je većina današnjih studenata federalizma vidi upravo kao federalni sistem.“ (pogledati: Bedner, Filippov i saradnici, Mc Key, Keleman, Defigueido and Weingast).

## Federalisti u Srbiji
Ideja Federalizma u Evropi naišla je i na pozitivan odgovor i u Srbiji.  Mladi evropski federalisti Srbija (JEF Srbija) je nacionalna sekcija koja je osnovana krajem 2003. godine u Beogradu čiji su glavni ciljevi integracija Republike Srbije u Evropsku uniju, promocija ideje evropskog federalizma, širenje tolerancije i razumevanja među narodima i promocija ljudskih prava, promocija omladinskog aktivizma, edukacije i međunarodne saradnje.

## Spoljašnje veze
- Spineli grupa
- Mladi evropski federalisti
- Unija evropskih federalista
- Ujedinjena Evropa
- Moja evropa
- [http://www.ellopos.net/politics/eu_hugo.html
- Habermas, Jürgen. [http://www.signandsight.com/features/676.html
- [http://news.bbc.co.uk/1/hi/world/europe/747034.stm